# Castillonroy
Castillonroy (en catalán: Castellonroi) es un municipio y localidad de España perteneciente a la provincia de Huesca, en la comunidad autónoma de Aragón. El término municipal, ubicado en la comarca de La Litera, tiene una población de 322 habitantes (INE 2024).

## Geografía
Se encuentra a 102 km de la capital provincial. El municipio tiene un área de 37 km² y comprende las poblaciones de Castillonroy, Piñana y Santa Ana. En las proximidades de la localidad se encuentra el embalse de Santa Ana.

## Historia
Hay asentamientos humanos en este lugar hacia el 2000 a. C. como se demuestra por las piezas de cerámica y sílex descubiertas en la partida del Colomé. En la cueva de les Guaries se halló un conjunto de ollas y fragmentos de otras piezas realizadas a mano, lo que supone el uso de la cueva como asentamiento estable ya en la Edad de Hierro, además de fragmentos de cerámicas íberas en un momento de ocupación posterior. 
En el municipio se han encontrado yacimientos neolíticos, íberos y romanos. En la partida de Les Solanes se han encontrado sepulturas y una moneda romana del emperador Tiberio Claudio (41-54).
Castillonroy debe su nombre al cerro de tierra roja que ocupó el castillo musulmán que dio origen al pueblo. El castillo de tres torres sobre color rojo aparece en su escudo actual. Ya se cita a Castillonroy en documentos del siglo XI. El dominio musulmán en Castillonroy va desde su llegada a la península, siglo VIII, hasta su reconquista en el año 1091 por el conde de Urgel. En el año 975, una revuelta liderada por desertores musulmanes y la población mozárabe se alzó contra el caíd de Lérida. Tras un asedio, la población se rindió al caíd.
Durante la guerra de sucesión, en 1706, la localidad fue saqueada por tropas borbónicas de Felipe V. En el siglo XIX quedó afectada por los conflictos que asolaron España entera: la guerra de Independencia, la ocupación francesa y las guerras carlistas. En 1874, Castillonroy fue escenario de enfrentamientos entre facciones carlistas y brigadieres isabelinos. 
La Guerra Civil de 1936 dejó su huella, ya que la población estuvo en manos republicanas hasta la entrada de los «nacionales» en 1938.

## Administración y política
El actual alcalde es Francisco Rivas Borrás (PSOE), el cual gobierna con mayoría absoluta.
| Periodo   | Nombre                      | Partido | Partido                                            |
| --------- | --------------------------- | ------- | -------------------------------------------------- |
| 1979-1983 | José Antonio Aguilar Bitriá |         | Unión de Centro Democrático (UCD)                  |
| 1983-1987 | Pedro Palomera Ovis         |         | Partido Aragonés (PAR)                             |
| 1987-1995 | Antonio López Sabaté        |         | Centro Democrático y Social (CDS)                  |
| 1995-2015 | Antonio Fondevila Aguilar   |         | Partido Aragonés (PAR)                             |
| 2015-act. | Francisco Rivas Borrás      |         | Partido de los Socialistas de Aragón (PSOE-Aragón) |

| Partido político    | Partido político                                   | 2003   | 2007   | 2011   | 2015   | 2019   | 2023   |
| Partido político    | Partido político                                   | Ediles | Ediles | Ediles | Ediles | Ediles | Ediles |
|                     | Partido Aragonés (PAR)                             | 5      | 3      | 3      | 3      | —      | —      |
|                     | Partido de los Socialistas de Aragón (PSOE-Aragón) | 2      | 2      | 1      | 3      | 7      | 6      |
|                     | Partido Popular de Aragón (PP)                     | —      | 2      | 3      | 1      | —      | —      |
|                     | Chunta Aragonesista (CHA)                          | —      | —      | —      | —      | —      | 1      |
| Total de concejales | Total de concejales                                | 7      | 7      | 7      | 7      | 7      | 7      |

## Demografía
Castillonroy cuenta con una población de 322 habitantes (INE 2024).
| Gráfica de evolución demográfica de Castillonroy entre 1842 y 2021                                                  |
| |
| Población de derecho según los censos de población del INE Población de hecho según los censos de población del INE |

## Cultura

### Patrimonio
- Iglesia parroquial de Nuestra Señora de la Asunción, de estilo barroco
- Ermita románica de San Salvador, en el pico de Montpedró
- El Carro

### Fiestas
- San Antonio 17 de enero.
- Santa Rita, 22 de mayo.
- Fiestas de verano, tercer domingo de agosto.